# Querelle Antiqua-Fraktur

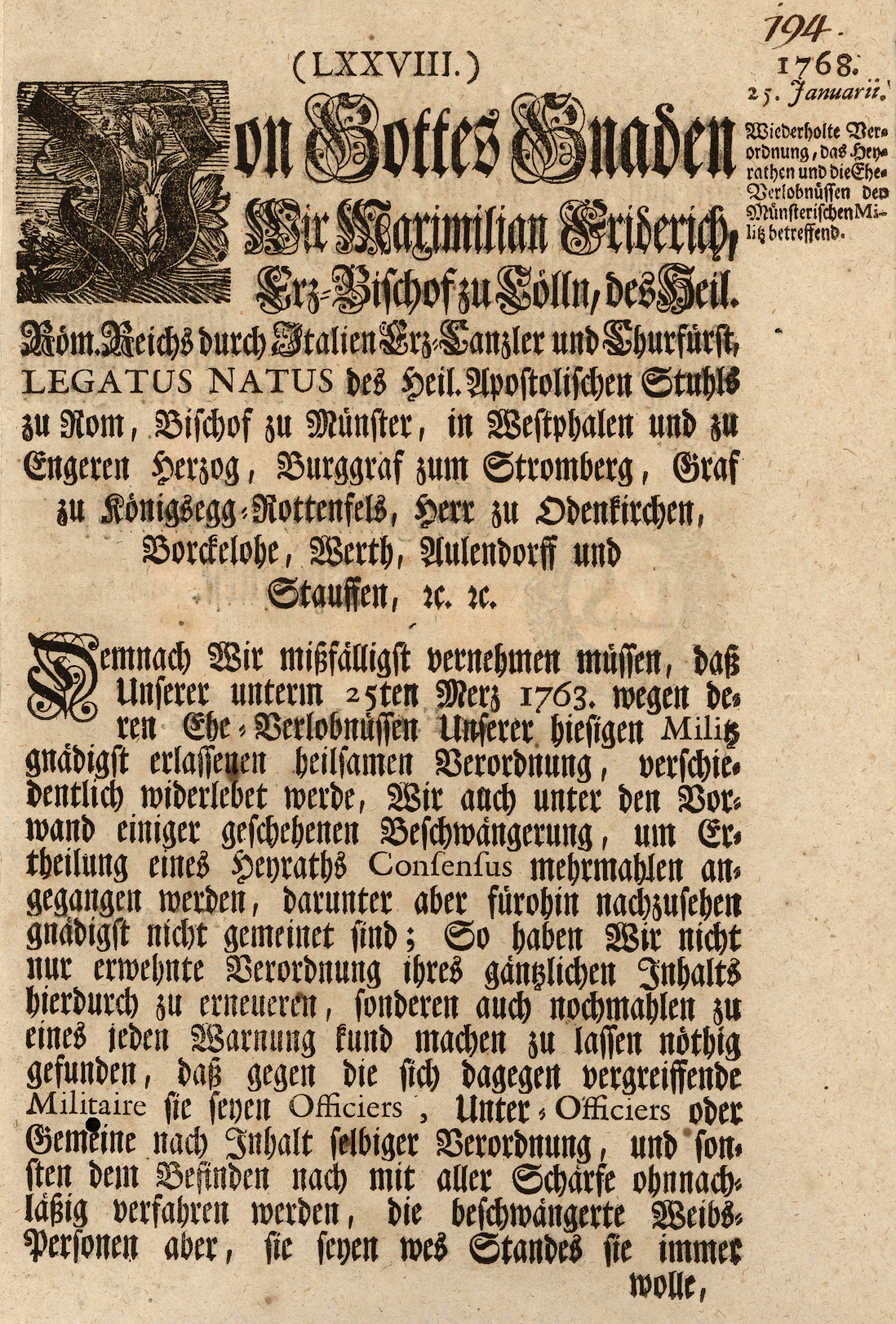
Texte en Fraktur comportant des mots latins et français en Antiqua.

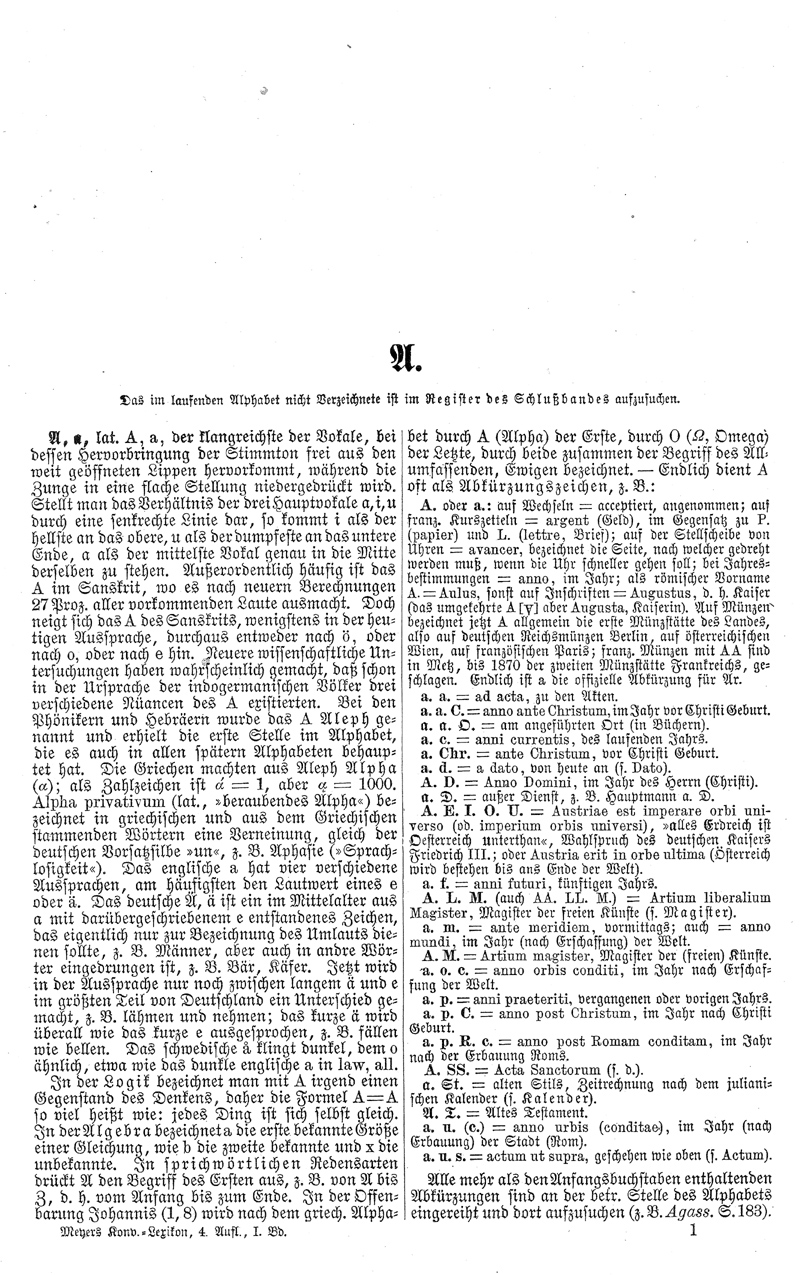
Page du dictionnaire Mayers Konversationslexikon (1885-1892) en Fraktur, mots latins en Antiqua.

La querelle Antiqua-Fraktur (en allemand : Antiqua-Fraktur-Streit) est un débat d’ordre politique et typographique qui a opposé en Allemagne, entre le début du XIXe siècle et la moitié du XXe, les tenants de l’écriture et de la typographie « gothique allemande », dite Fraktur, à ceux qui prônaient l’écriture et la typographie latines classiques, sous le terme générique d’Antiqua.
Dans la plupart des pays européens, les typographies gothiques comme la Fraktur allemande se virent supplantées par la création de typographies latines comme l'Antiqua durant le XVe et le XVIe siècle. Toutefois, en allemand, les deux typographies coexistèrent jusqu'à la première moitié du XXe siècle. Durant cette période, les deux typographies eurent des connotations idéologiques qui menèrent à de longs et houleux débats pour décider de la plus « correcte » à utiliser. Finalement, l'Antiqua gagna quand le parti nazi décida de l'imposer.

## Origine
L’évolution historique de l’écriture latine conduit au style appelé « gothique », où les caractères se resserrent, les verticales prédominent, les courbes arrondies se muent en arcs brisés (comme dans l’architecture), d’où le nom allemand de gebrochene Schrift (« écriture brisée ») donné à ces écritures en général, et Fraktur pour l’écriture des manuscrits reprise dans les premiers caractères d’imprimerie. Ce type d’écriture, largement diffusé par la multiplication des manuscrits et par l’essor de l’imprimerie, est prédominant dans toute l’Europe. À la Renaissance, la typographie et l’écriture évoluent vers un retour aux sources antiques avec les écritures humanistes, et donc l'abandon progressif du style gothique. En Allemagne, on suit généralement la convention de la Zweischriftigkeit.

### Zweischriftigkeit
L’écriture multiple, ou multiscripturalité, est utilisée dans de nombreux pays soumis à des influences culturelles différentes. Ainsi peuvent cohabiter plusieurs écritures, variant dans le système (en Scandinavie, les runes et l’alphabet), la forme (Fraktur et Antiqua en Allemagne) ou l’orthographe (standard ou locale).
Au XVIe siècle, on utilise les typographies antiques (le terme Antiqua désigne alors toutes les écritures non germaniques) pour les textes latins et, de manière plus générale, toutes les autres langues. La Zweischriftigkeit, « double écriture » ou « biscripturalité », écriture brisée pour l’allemand, écriture latine pour les langues romanes, s’applique aussi aux écritures cursives. Ce principe s’établit comme une convention, qui se perpétue jusqu’après la Seconde Guerre mondiale, en particulier pour les dictionnaires bilingues.

## Dix-neuvième siècle
En 1806, le Saint-Empire romain germanique cesse d'exister de par la volonté de Napoléon. Les nationalismes germaniques s’éveillent et recherchent les valeurs qui pourraient leur être communes : la littérature allemande est valorisée. Il y a alors un effort massif de consécration de la littérature allemande — par exemple, la collection de contes des frères Grimm — et de créer une grammaire allemande unifiée.
Les deux écritures s’opposent plus que jamais, l’Antiqua symbolisant désormais tout ce qui n’est pas allemand, et, au contraire, la Fraktur devient, le romantisme aidant, une spécificité purement allemande. Antiqua était vu comme « vide », « creuse », « pas sérieuse », Fraktur avec ses lettres épaisses et denses était considérée comme représentant les vertus allemandes, telles que la sobriété et la profondeur.
À cette époque, où le Moyen Âge était glorifié, la typographie Fraktur gagna l'interprétation (historiquement incorrecte) qu'elle représente l'Allemagne gothique. Ainsi la mère de Goethe lui conseilla, lui qui préférait Antiqua, de rester — pour l'amour de Dieu — allemand. Otto von Bismarck refuse avec fracas les livres allemands imprimés en Antiqua : „Deutsche Bücher in lateinischen Buchstaben lese ich nicht !“ (« Je ne lis pas les livres allemands en caractères latins ! »).

## Vingtième siècle
Le débat se poursuit avec échange d’arguments de plus en plus vifs. Les partisans de la Fraktur disent qu’elle convient mieux à l’écriture des langues germaniques, qu’elle est plus lisible, que sa lecture fatigue moins l’œil, etc. Au contraire, l’écriture Antiqua favoriserait l’invasion des mots étrangers dans la langue allemande. Ces motifs sont développés en 1910 par Adolf Reinecke, correcteur en chef de l’Imprimerie impériale, dans son livre Die Deutsche Buchstabenschrift.
De l’autre côté, les partisans de l’Antiqua ont constitué en 1885 une société, la Verein für Altschrift (« société pour l’ancienne écriture »). En 1911, ils déposent un projet de loi auprès du Reichstag pour remplacer la Fraktur, officielle depuis la fondation de l’Empire allemand, par l’Antiqua. Cette proposition incluait de ne plus enseigner la Kurrent dans les écoles. Les débats sont longs et passionnés, mais le projet échoue de peu, par 85 voix contre 82, lors du vote du 4 mai 1911.
Sous la république de Weimar, la « double écriture » (Zweischriftigkeit) prend de l'importance et l’Antiqua est confirmée comme écriture internationale. Les typographes et créateurs de caractères du Bauhaus, comme Jan Tschichold, développent les deux types d’écriture.

L’ère nazie dès ses débuts utilise abondamment la Fraktur, toujours censée représenter l’âme et les valeurs germaniques. La presse est réprimandée pour son usage de « caractères romains » sous « l'influence juive ». Cependant, en 1934, Adolf Hitler fait une déclaration au Reichstag par laquelle il est convaincu de la future hégémonie de l’Allemagne sur toute l’Europe, et les peuples occupés devront apprendre l’allemand ; pour faciliter cela, on devra remplacer la Fraktur par l’Antiqua. Au cours de la guerre, les pilotes de la Luftwaffe sous les ordres de Hermann Goering font valoir que les inscriptions en gothique sur les appareils et les aérodromes posent des problèmes de lisibilité.

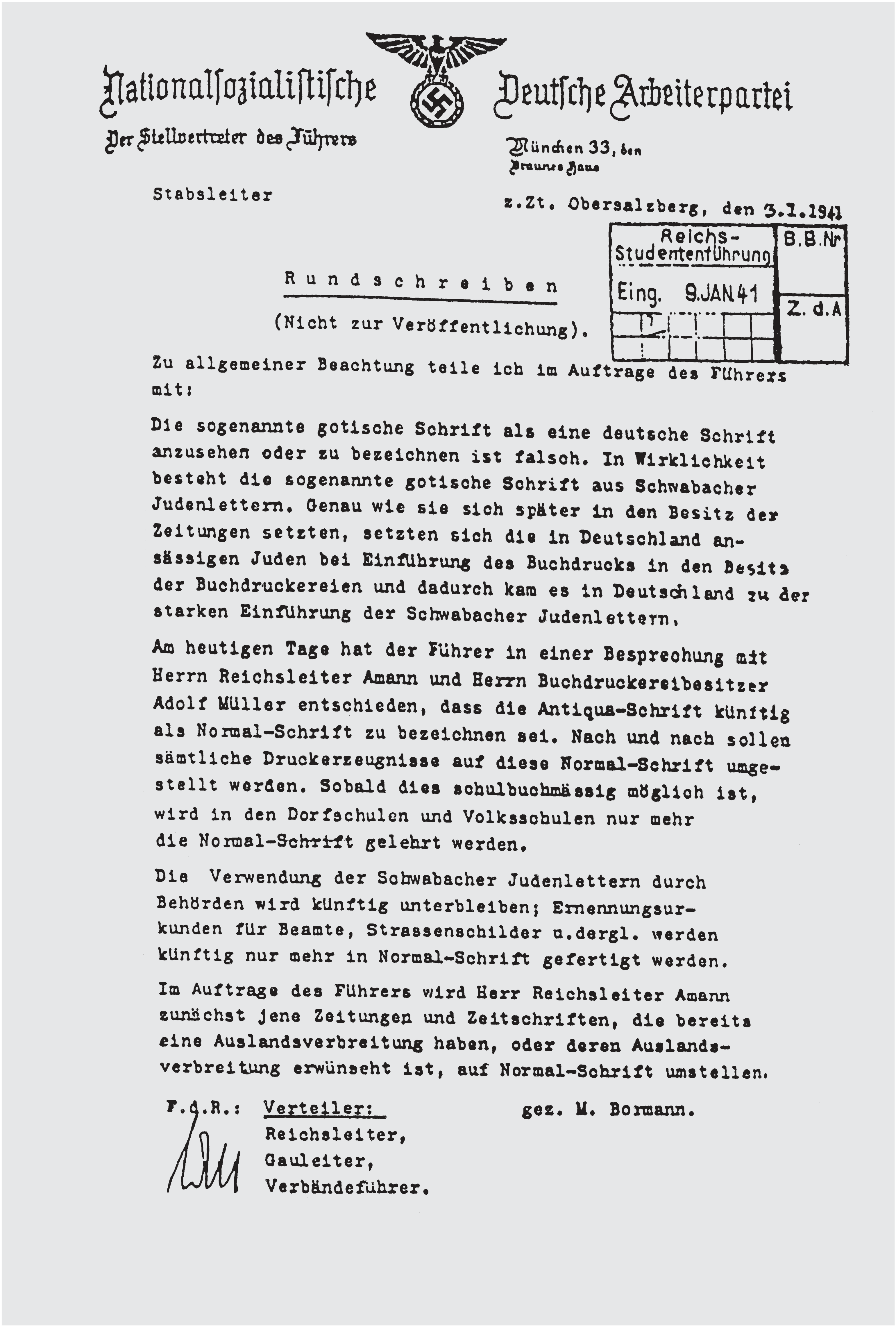
Le Schrifterlass de Martin Bormann. L’en-tête du NSDAP est encore en Fraktur.

Par une lettre circulaire datée du 3 janvier 1941, l'Allemagne adopta l'Antiqua pour tous les documents officiels (dont les noms de rue et les certificats de travail) et l'enseignement scolaire. Dans cette lettre, le substitut (Stellvertreter) du Führer écrivit « de la part du Führer » qu' « [i]l est faux de considérer l'écriture gothique comme étant allemande. En réalité cette soi-disant écriture gothique est constituée des lettres juives de Swabach. » Les nazis déclarèrent que la typographie Swabacher était l'invention d'imprimeurs juifs et qu'elle avait été répandue par des Juifs vivant en Allemagne. À cette époque, quasiment tous les imprimés utilisaient l'écriture Swabacher. Selon Yves Perrousseaux, déclarer l'alphabet Swabacher comme étant juif n'était qu'un prétexte pour justifier que l'Allemagne change de police d'écriture ; selon lui, la police Swabacher handicapait l'Allemagne dans tous les domaines internationaux, car cette écriture était « inexportable » et seuls les Allemands parvenaient à la lire. L'alphabet Swabacher est une typographie radicalement différente de l'alphabet Fraktur. L'origine du nom de l'écriture Swabacher est inconnue. Il est possible que la Swabacher soit la version typographique de l'écriture manuscrite gothique bâtarde allemande. La typographie gothique est d’abord interdite et, dans un second temps, on interdit l’écriture cursive. On cesse donc d’enseigner la Kurrent et la Sütterlin au profit de la Normalschrift (déjà enseignée accessoirement comme écriture latine). La Kurrent subsiste encore sur les insignes SS.

## Après la Seconde Guerre mondiale

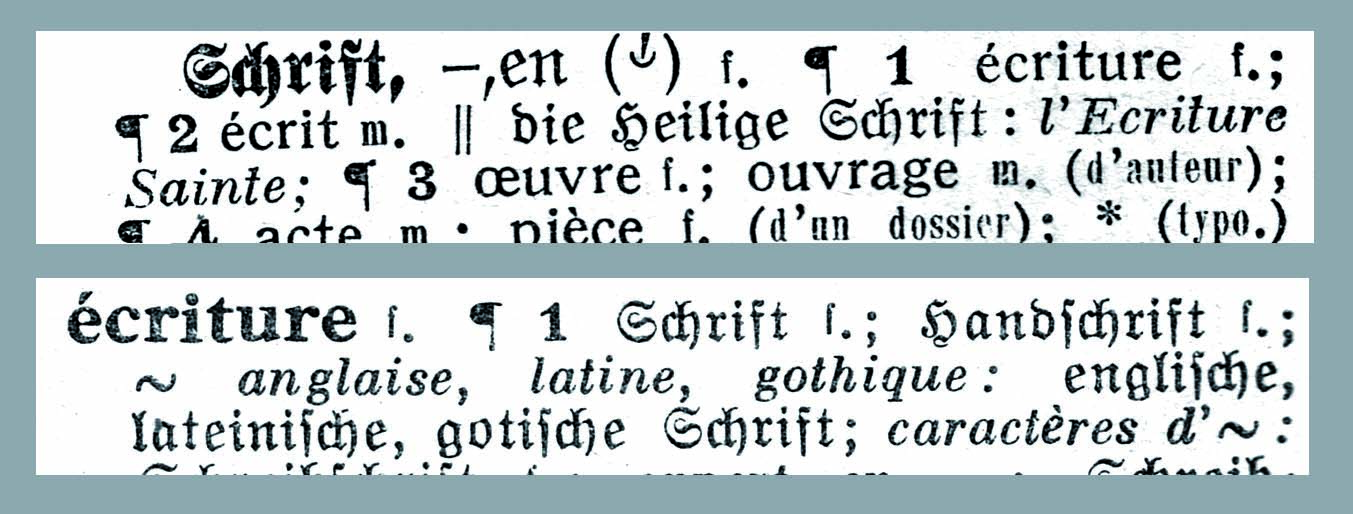
Dictionnaire bilingue allemand-français, 1960 (1re édition 1953).

Après la chute du régime nazi, certains États allemands reprennent l’enseignement optionnel de la Sütterlin, mais l’écriture latine s’impose. Les troupes d’occupation, par leur seule présence, poussent dans ce sens. La Fraktur subsiste encore dans les signaux, les plaques de rues, les marques commerciales. Elle continue d’être utilisée par la publicité dès lors qu’il faut exprimer une idée de tradition ou de rusticité, souvent en introduisant des fautes, consciemment ou pas, comme le remplacement du s long, désormais difficilement lisible, par un s rond. Les ligatures traditionnelles de la Fraktur disparaissent, à l’exception du eszett (ß). Les lettres dont la forme est différente, comme le k, sont redessinées comme leur équivalent Antiqua.
Assez paradoxalement, la Fraktur est restée plus ou moins associée au nazisme, ce qui a accéléré sa disparition après la guerre, et voit sa réapparition dans des mouvements antisémites et néonazis.
La « double écriture » persiste jusque dans les années 1960 dans certains cas, comme dans les dictionnaires bilingues, où les mots allemands sont écrits en Fraktur et l’autre langue en Antiqua. D’une part, il y a la tradition de la convention et, d’autre part, le prétexte d’aider à lire les textes anciens.
Quelques groupements et associations, comme le Bund für Deutsche Schrift und Sprache, continuent à militer pour l’usage de la Fraktur, mais ils demeurent minoritaires.
Aux États-Unis, au Mexique et en Amérique centrale, des communautés amish et mennonites continuent à utiliser, enseigner et imprimer la Fraktur et la Kurrent.